# 三所攻め
三所攻め（みところぜめ）とは、相撲の決まり手のひとつである。

## 概要
相手の片足を外掛けまたは内掛けで攻め、もう片方の足を手ですくい、相手の胸を頭で押して倒す技。相手の身体の3箇所を同時に攻めることからその名がついた。非常に珍しい決まり手で、平成以降の幕内では、1992年9月場所で前頭6枚目舞の海が同3枚目琴富士に勝った一番、1993年9月場所で前頭14枚目舞の海が同13枚目巴富士に勝った一番、それから26年後の2019年11月場所で前頭11枚目石浦が同14枚目錦木に勝った一番の3例だけである。舞の海は、この技を2回決めた数少ない力士の一人であり、決まり手としては認定されていないものの、前頭9枚目であった1991年11月場所でも前頭筆頭曙に仕掛けて決まっている。
転じて、3ヶ所からひとつの何かへ、もしくはひとつの何かにおける3つの場所（部分）に向かって同時に何かを行う際に用いられることがある。
また、腕相撲にも同じ名前の決まり手が存在する。